# Omonigho Temile
Omonigho Temile (Lagos, 16 luglio 1984) è un ex calciatore nigeriano, di ruolo centrocampista.

## Palmarès

### Club

#### Competizioni nazionali
- Campionato maltese: 1

Valletta: 2010-2011
- Supercoppa di Malta: 1

Valletta: 2011